# 塔拉西夫卡 (海辛區)
48°48′40″N 29°29′4″E / 48.81111°N 29.48444°E
塔拉西夫卡（烏克蘭語：Тарасівка），是烏克蘭的村落，位於該國西南部文尼察州，由海辛區負責管轄，始建於1933年，面積0.88平方公里，海拔高度227米，2001年人口396，人口密度每平方公里451.54人。